# Parti populaire - Les Réformistes
Le Parti populaire - Les Réformistes (en croate : Narodna stranka–Reformisti, NS) est un parti politique croate centriste et libéral.

## Histoire
L'initiative de la constitution du parti a été lancée par l'ancien Président du Parti populaire croate - Démocrates libéraux (HNS) Radimir Čačić et ses partenaires Natalija Martinčević et Petar Baranović. Plus des deux tiers des membres du parti sont d'anciens membres du HNS qui ont quitté le parti en raison de désaccords avec sa direction sur l'exclusion de Radimir Čačić du parti alors qu'il purgeait une peine de prison pour avoir involontairement causé un accident de la circulation.
Le congrès fondateur du parti s'est tenu le 28 septembre 2014 à Zagreb. Radimir Čačić a été élu à l'unanimité premier président du parti.

## Résultats électoraux
Avant les élections législatives de 2015, le parti a formé la coalition centriste Croatie triomphante, avec En avant la Croatie - Alliance progressiste. Lors des élections de 2015, le parti a remporté un siège au Parlement croate dans la troisième circonscription électorale, obtenu par Radimir Čačić. Čačić a voté en faveur de la formation du Cabinet de Tihomir Orešković. 
Le parti a participé aux élections législatives de 2016 dans le cadre de la Coalition pour le Premier ministre dirigée par le maire de Zagreb Milan Bandić, et a finalement remporté 1 siège. NS a voté en faveur de la formation du Cabinet d'Andrej Plenković. 
Lors des élections locales de 2017, Radimir Čačić a été élu préfet du comté de Varaždin et Darinko Dumbović maire de Petrinja. La NS-R est également entrée dans de nombreux conseils de comté et de ville, principalement dans le nord de la Croatie.